# Pirata procurvus
Pirata procurvus är en spindelart som först beskrevs av Friedrich Wilhelm Bösenberg och Embrik Strand 1906.  Pirata procurvus ingår i släktet Pirata och familjen vargspindlar. Inga underarter finns listade i Catalogue of Life.